# Cornelius Van Wyck Lawrence

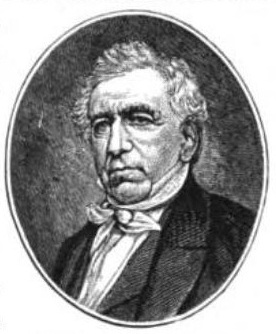
Cornelius Van Wyck Lawrence

Cornelius Van Wyck Lawrence (* 28. Februar 1791 in Flushing, Queens, New York; † 20. Februar 1861 ebenda) war ein US-amerikanischer Politiker. Er vertrat in den Jahren 1833 und 1834 den Bundesstaat New York im US-Repräsentantenhaus.

## Werdegang
Cornelius Van Wyck Lawrence besuchte Gemeinschaftsschulen. 1812 zog er nach New York City, wo er kaufmännischen Geschäften nachging. Sein Sohn, James Ogden Lawrence, wurde 1824 geboren. Politisch gehörte er der Jacksonian-Fraktion an. Bei den Kongresswahlen des Jahres 1832 wurde er im dritten Wahlbezirk von New York in das US-Repräsentantenhaus in Washington, D.C. gewählt, wo er am 4. März 1833 die Nachfolge von Churchill C. Cambreleng, Campbell P. White und Gulian C. Verplanck antrat, welche zuvor zusammen den dritten Distrikt im US-Repräsentantenhaus vertraten. Er trat allerdings am 14. Mai 1834 von seinem Kongresssitz zurück. Dann war er zwischen 1834 und 1837 Bürgermeister von New York City. Er war Direktor von mehreren Banken und Treuhandgesellschaften. Zwischen 1845 und 1849 war er Zolleinnehmer (collector of customs) im Port of New York. Er verstarb am 20. Februar 1861 in Flushing und wurde dann auf dem Familienfriedhof in Bayside beigesetzt. Sein Cousin war der Kongressabgeordnete Effingham Lawrence.